# Усолка (приток Вишеры)

Усолка — река в России, протекает в Красновишерском районе Пермского края. Устье реки находится в 75 км по левому берегу реки Вишера. Длина реки составляет 21 км.
Река начинается на холмах хребта Полюдов Кряж в 10 км к югу от Красновишерска. Генеральное направление течения — северо-запад, всё течение проходит по ненаселённому, сильно заболоченному лесу. Впадает в Вишеру выше посёлка Усть-Язьва в 12 км к юго-западу от Красновишерска.

## Данные водного реестра
По данным государственного водного реестра России относится к Камскому бассейновому округу, водохозяйственный участок реки — Кама от водомерного поста у села Бондюг до города Березники, речной подбассейн реки — бассейны притоков Камы до впадения Белой. Речной бассейн реки — Кама.
По данным геоинформационной системы водохозяйственного районирования территории РФ, подготовленной Федеральным агентством водных ресурсов:
- Код водного объекта в государственном водном реестре — 10010100212111100004952
- Код по гидрологической изученности (ГИ) — 111100495
- Код бассейна — 10.01.01.002
- Номер тома по ГИ — 11
- Выпуск по ГИ — 1